# 桂枝二麻黃一湯
桂枝二麻黃一湯，顧名思義是由桂枝湯二份及麻黃湯一份相合而組成的方劑，為太陽症處方，辛溫解表輕劑。用於治療服用桂枝湯後汗出太過所產生的病症。其產生的症狀有如瘧疾一般。

## 出處
《傷寒論》辨太陽病脈證并治法上：「服桂枝湯，大汗出，脈洪大者，與桂枝湯如前法。若形如瘧，日再發者，汗出必解，宜桂枝二麻黃一湯。」

## 功用
祛癢，治出汗感冒、濕疹、蕁麻疹。

## 辨症要點
- 發熱惡寒，且熱多寒少：代表病人抵抗力仍佳。

- 服用發汗解表藥（桂枝湯）後得大汗出，但不見口渴。感覺忽冷忽熱如得瘧疾，但一日二次以內。

- 與桂枝麻黃各半湯不同點在於，桂枝麻黃各半湯用於尚未發汗，而桂枝二麻黃一湯則是用於已發汗的情況，而且前者發熱惡寒如瘧的狀況是一天發作次數較多，熱多寒少；而後者一日最多發作二次。除此之外，此二方的表症皆為熱多寒少。[2]
- 若脈微弱者，不可用此方，要改用桂枝二越婢一湯。[3]

- 身癢：病邪不能從汗排出（當汗不汗或汗出不澈），尚停留在皮膚下方，所以一定發癢；（若病邪至經筋則痛）[4]

## 方劑組成(漢制)
桂枝一兩十七株、芍藥一兩六株、麻黃十六株，去節、生薑一兩六株，切、杏仁十六個，去皮尖、甘草一兩二株，炙、大棗五枚，擘。

## 方義
- 麻黃湯、桂枝湯，前者用於無汗之太陽症，後者則用於有汗，兩者本來界限分明，但是在特殊情況下，張仲景又將兩個方子合在一起用。[3]本方桂枝湯的劑量比麻黃湯多出一倍，亦可推知該方劑應用於有汗之症。
- 麻黃宣肺，杏仁潤肺，二者合用可以預防麻黃讓肺中津液流失太過。
- 桂枝解肌強心，讓肌肉鬆弛，亦方便將表皮的病邪從汗排出。[5]